# Брандон (Нью-Йорк)
Брандон (англ. Brandon) — місто (англ. town) в США, в окрузі Франклін штату Нью-Йорк. Населення — 628 осіб (2020).

## Демографія
Згідно з переписом 2010 року, у місті мешкало 577 осіб у 222 домогосподарствах у складі 155 родин. Було 311 помешкання
Расовий склад населення:
| - 96,7 % — білих - 0,5 % — корінних американців - 0,3 % — азіатів - 0,2 % — чорних або афроамериканців |

До двох чи більше рас належало 1,9 %. Частка іспаномовних становила 1,6 % від усіх жителів.
За віковим діапазоном населення розподілялося таким чином: 23,4 % — особи молодші 18 років, 63,9 % — особи у віці 18—64 років, 12,7 % — особи у віці 65 років та старші. Медіана віку мешканця становила 41,5 року. На 100 осіб жіночої статі у місті припадало 113,7 чоловіків;  на 100 жінок у віці від 18 років та старших — 113,5 чоловіків також старших 18 років.
Середній дохід на одне домашнє господарство  становив 42 263 долари США (медіана — 33 083), а середній дохід на одну сім'ю — 51 941 долар (медіана — 53 889). Медіана доходів становила 41 023 долари для чоловіків та 29 583 долари для жінок. За межею бідності перебувало 25,4 % осіб, у тому числі 40,2 % дітей у віці до 18 років та 8,1 % осіб у віці 65 років та старших.
Цивільне працевлаштоване населення становило 216 осіб. Основні галузі зайнятості: освіта, охорона здоров'я та соціальна допомога — 33,3 %, публічна адміністрація — 12,5 %, будівництво — 11,6 %, роздрібна торгівля — 11,1 %.